# Arrenurus neobirgei
Arrenurus neobirgei är en kvalsterart som beskrevs av Cook 1954. Arrenurus neobirgei ingår i släktet Arrenurus och familjen Arrenuridae. Inga underarter finns listade i Catalogue of Life.